# Ришлейка
Ришлейка — река в России, протекает в Лямбирском и Ромодановском районах Республики Мордовия. Устье реки находится в 66 км по левому берегу реки Инсар. Длина реки составляет 19 км, площадь водосборного бассейна 73,6 км².
Исток реки западнее села Еремеево в Лямбирском районе в 8 км к северо-западу от села Лямбирь. Река течёт на восток, протекает село Еремеево и Старая Михайловка, деревни Ханинеевка и Покрышкино. Впадает в Инсар в селе Анненково в 5 км к юго-западу от центра посёлка Ромоданово.

## Данные водного реестра
По данным государственного водного реестра России относится к Верхневолжскому бассейновому округу, водохозяйственный участок реки — Алатырь от истока и до устья, речной подбассейн реки — Сура. Речной бассейн реки — (Верхняя) Волга до Куйбышевского водохранилища (без бассейна Оки).
По данным геоинформационной системы водохозяйственного районирования территории РФ, подготовленной Федеральным агентством водных ресурсов:
- Код водного объекта в государственном водном реестре — 08010500212110000038444
- Код по гидрологической изученности (ГИ) — 110003844
- Код бассейна — 08.01.05.002
- Номер тома по ГИ — 10
- Выпуск по ГИ — 0